# Guandu
Guandu léase Kuán-Du (en chino:官渡区,pinyin:Guāndù qū) es un distrito urbano bajo la administración directa de la ciudad-prefectura de Kunming. Se ubica al este de la provincia de Yunnan, sur de la República Popular China. Su área es de 552 km² y su población total para 2010 fue +800 mil habitantes.

## Administración
El distrito de Guandu se divide en 10 pueblos que se administran en subdistritos.